# Elizabeth Eisenstein

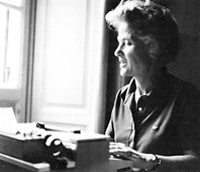
Elizabeth Eisenstein (1979)

Elizabeth Ann Lewisohn Eisenstein (* 11. Oktober 1923 in New York City; † 31. Januar 2016 in Washington, D.C.) war eine US-amerikanische Historikerin mit dem Schwerpunkt Französische Revolution und frühes 19. Jahrhundert in Frankreich. Sie ist am ehesten bekannt wegen ihrer Forschung zur Geschichte des frühen Buchdrucks und des Medienwandels von der Ära der Manuskriptkultur zur Druckkultur sowie der Rolle des Buchdrucks zur Bewältigung des breiten kulturellen Wandels in der westlichen Zivilisation.

## Leben und Werdegang
Eisenstein wurde als dritte Tochter von Sam A. Lewisohn, Sohn von Adolph Lewisohn und Margaret Seligman, einer Enkelin von Joseph Seligman und Babet Steinhardt, geboren.
Sie schloss ihre Ausbildung am Vassar College mit dem Bachelor of Arts ab, ging dann an das Radcliffe College in Cambridge (Massachusetts) und machte dort unter Crane Brinton ihren Master of Arts und schließlich den Doctor of Philosophy. In den frühen 1950er-Jahren konnte sie keine Stelle an einer Hochschule finden, auch nicht in Teilzeit. Im Jahre 1957, nachdem sie ihre Promotion erworben hatte, zog sie mit ihrem Ehemann Julian Calvert Eisenstein nach Washington, D.C., wo sie sich an mehreren Hochschulen als Dozentin bewarb, einschließlich der Georgetown University, der George Washington University, der Howard University und der University of Maryland. Schließlich fand sie eine Teilzeitstelle an der American University.
Von 1959 bis 1974 lehrte sie als Assistenzprofessorin an der American University und war dann als Alice-Freeman-Palmer-Professorin für Geschichte an der University of Michigan tätig. Sie war 1979 Beraterin des Center for the Book an der Library of Congress.
Eisenstein erhielt die Mitgliedschaft am Humanities Research Center der Australian National University und am Center for Advanced Study in Behavioral Sciences in Palo Alto. Sie war Gastprofessorin am Wolfson College in Oxford und veröffentlichte ihre Studien in ihrem Buch Grub Street Abroad. Sie war Professorin emerita an der University of Michigan und Ehrenmitglied am St Cross College in Oxford.
Ihre letzte Arbeit war das Buch Divine Art, Infernal Machine. The Reception of Printing in the West from First Impressions to the Sense of an Ending, das 2011 publiziert wurde.

## The printing press as an agent of change
Eisensteins bekanntestes Werk ist The printing press as an agent of change, eine zweibändige, 750-seitige Forschungsarbeit über die Auswirkungen des Buchdrucks mit beweglichen Lettern auf die gebildeten Stände der Post-Gutenberg-Ära des westlichen Europas. In diesem Werk konzentriert sie sich auf Funktion, Verbreitung, Normung und Erhaltung des Buchdrucks, die Unterstützung durch den Buchdruck bei der Reformation und der naturwissenschaftlichen Revolution sowie seine Bedeutung in der Renaissance.
In ihrer Arbeit entwickelte sie historische Methoden und Übersichten zu früheren Ideen Marshall McLuhans – den sie aber für dessen „orakelnden Stil“ kritisiert – und anderer über die allgemeinen sozialen Auswirkungen des Medienwandels. In der akademischen Gemeinschaft ist sie seit der Veröffentlichung umstritten und wird heute immer noch zu inspirierenden Diskussionen und aktueller Forschung herangezogen. Mit ihrer Darstellung vom Wandel der Ära der Manuskriptkultur zur Druckkultur wurde der Gedanke am Wandel der Druckkultur in digitale Formate beeinflusst, einschließlich Multimedia und neuer Gedanken über die Definition von Text.
Eisensteins Werk wurde in der Wissenschaft scharf kritisiert. Paul Needham, Bibliothekar an der Princeton University Scheide Library, beschrieb das Buch als beinahe unverständlich, und es solle außerdem allgemeinere Mängel der historischen Methodik aufweisen: Ungenaue Chronologie, fehlender historischer Kontext, exklusive Recherche in sekundären Quellen, die nicht immer genau belegt und von besonderer Relevanz seien.

## Unacknowledged Revolution
Eisensteins Buch The printing press as an agent of change spiegelt ihre Gedanken über die Unacknowledged Revolution, wie sie die Revolution nannte, wider, die nach der Erfindung des Drucks eingetreten war. Printmedien erlaubten der breiten Öffentlichkeit Zugang zu Büchern und Wissen zu erlangen, die ihr vorher nicht zur Verfügung standen – dies führte zum Wachstum öffentlichen Wissens und individuellen Denkens. Die Möglichkeit, seine eigenen Gedanken auszuformulieren und festzuhalten, wurde durch den Druck Wirklichkeit. Eisenstein erkannte diese Ära als für die Entwicklung der Menschheit sehr wichtig, meinte aber, dass dies oft übersehen werde. Aus diesem Grund nannte sie sie Unacknowledged Revolution.

## Würdigung
Eisenstein erhielt eine Vielzahl an Auszeichnungen und Würdigungen sowie Mitgliedschaften in der John Simon Guggenheim Memorial Foundation, der National Endowment for the Humanities und der Rockefeller-Stiftung. 1981 wurde sie zum Mitglied der American Academy of Arts and Sciences ernannt. Im Jahre 2002 wurde sie mit dem American Historical Association’s Award for Scholarly Distinction ausgezeichnet. Sie erhielt 2004 an der University of Michigan den Doctor of Humane Letters ehrenhalber. 2012 wurde ihr der Gutenberg-Preis der Stadt Mainz und der internationalen Gutenberg-Gesellschaft verliehen.
Im Jahre 1993 wurde von der National Coalition of Independent Scholars der Elizabeth Eisenstein Essay Prize gegründet, der ihren Mitgliedern halbjährlich für ihre Arbeiten mit eigenem Schwerpunkt verliehen wird.

## Werke
- Divine Art, Infernal Machine. The Reception of Printing in the West from First Impressions to the Sense of an Ending. Philadelphia 2011, ISBN 978-0-8122-4280-5.
- The Printing Revolution in Early Modern Europe. 2. Auflage. Cambridge 2005, ISBN 0-521-84543-2.
- An Unacknowledged Revolution Revisited. In: The American Historical Review. Jg. 107, Nr. 1, 2002, ISSN 0002-8762, S. 87–105.
- Print Culture and Enlightenment Thought. Chapel Hill 1986.
- The Printing Revolution in Early Modern Europe. Cambridge 1983, ISBN 0-521-25858-8.
- The printing press as an agent of change. Cambridge 1979, ISBN 0-521-22044-0.
- Some Conjectures about the Impact of Printing on Western Society and Thought. A Preliminary Report. In: The Journal of Modern History. Jg. 40, Nr. 1. Chicago März 1968.
- The First Professional Revolutionists. Filippo Michele Buonarroti. Cambridge 1959.